# Ascenseur panoramique Pfaffenthal - Ville-Haute
L'Ascenseur panoramique Pfaffenthal - Ville-Haute est un des deux ascenseurs publics de la ville de Luxembourg.

## Historique
Le conseil communal a avalisé le lancement du projet en février 2009, et les travaux de construction ont démarré en décembre de la même année. L'ascenseur est finalement inauguré le 22 juillet 2016.

## Description
À la suite de nombreux imprévus, le budget total pour la construction de l'ascenseur et de sa passerelle s'est élevé à 10,53 millions d'euros.
La conception du projet a été confiée au cabinet d'architectes Steinmetzdemeyer et au cabinet d'ingénieurs Inca et JS Engineering.
Accessible à partir de la rue du Pont, l'ascenseur effectue une montée de 60 mètres, et la passerelle fait 60 mètres de long avant d'aboutir sur le parc Pescatore. L'ascenseur peut supporter une charge maximale de 5.000 kilogrammes. Le temps de trajet est de 30 secondes. Par rapport à la tour principale, la passerelle est construite en porte-à-faux et son extrémité, vitrée, offre une vue panoramique. Une béquille consolide la portée de la tour et de la passerelle, et des tirants ont dû être placés dans la roche pour solidifier l'ancrage de la structure dans la roche.

## Accès
Une piste cyclable inaugurée en juillet 2017 relie l'entrée supérieure de l'ascenseur panoramique au pont grande-duchesse Charlotte, facilitant la connexion à vélo entre la Ville-Haute et le Kirchberg.

## Prix
2021 : Prix Jean-Paul L'Allier pour le patrimoine

## Galerie de photographies

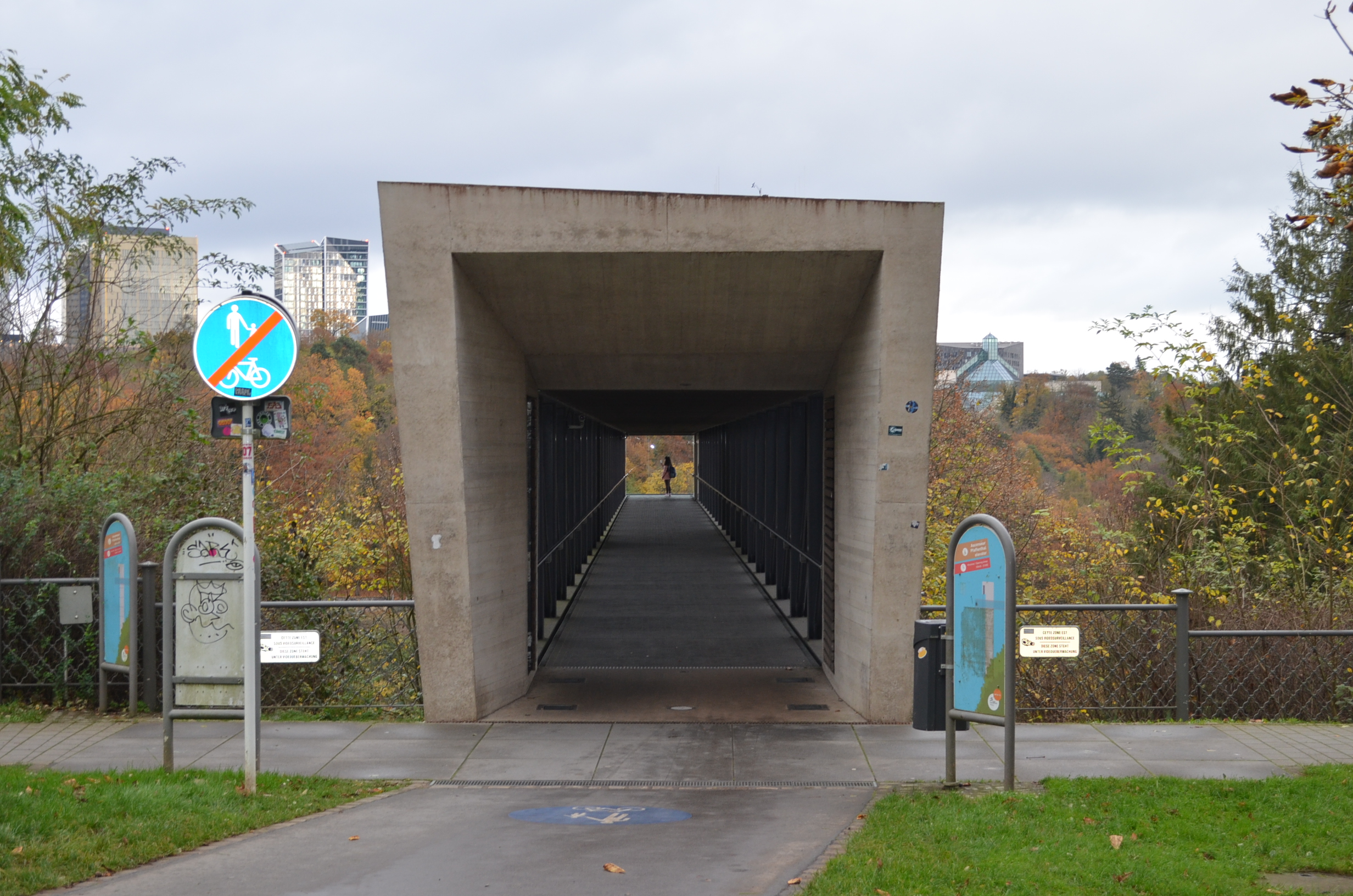
L'entrée de la passerelle menant à l'ascenseur.
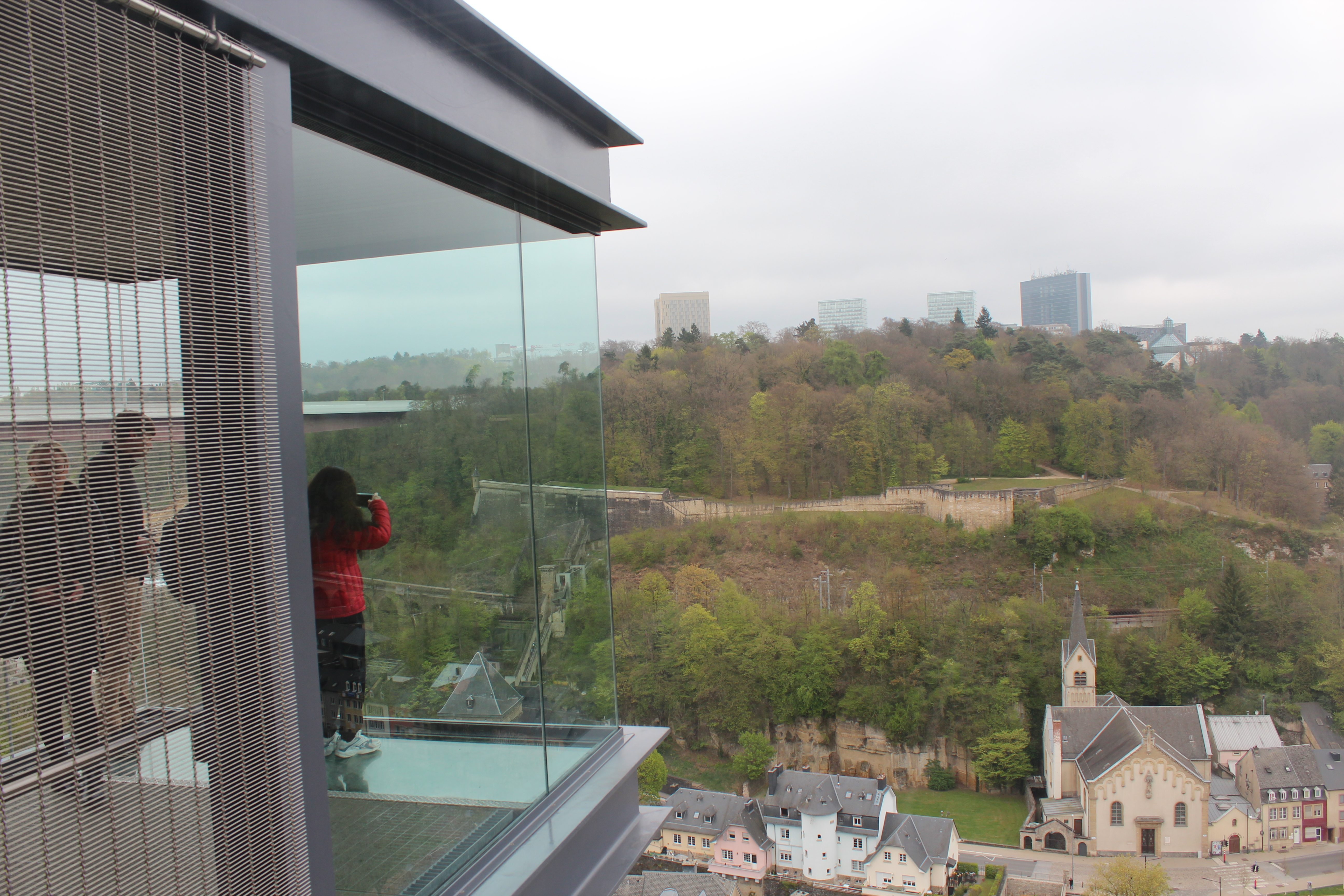
La vue panoramique depuis le bout de la passerelle.
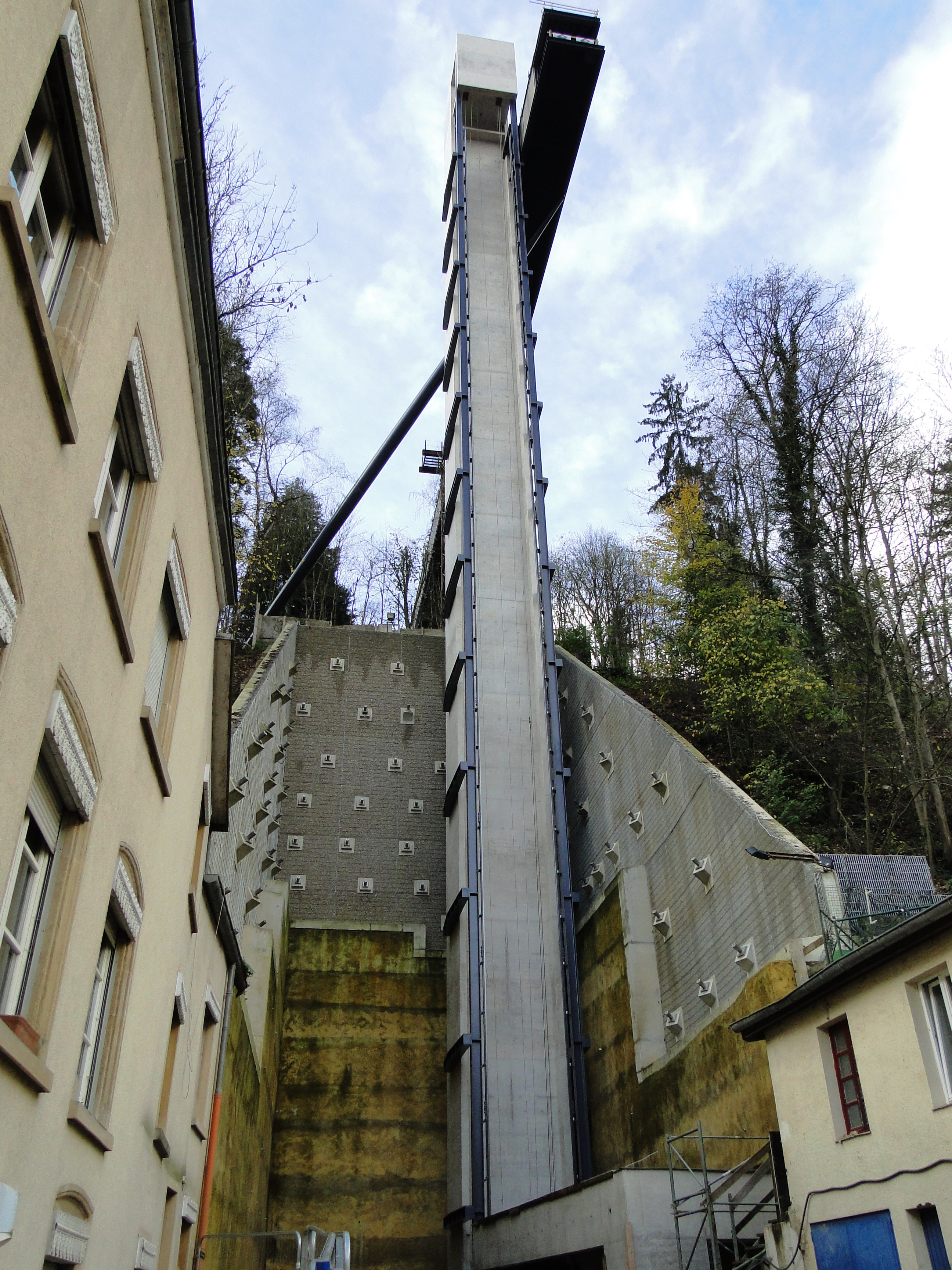
L'ascenseur vu du bas.
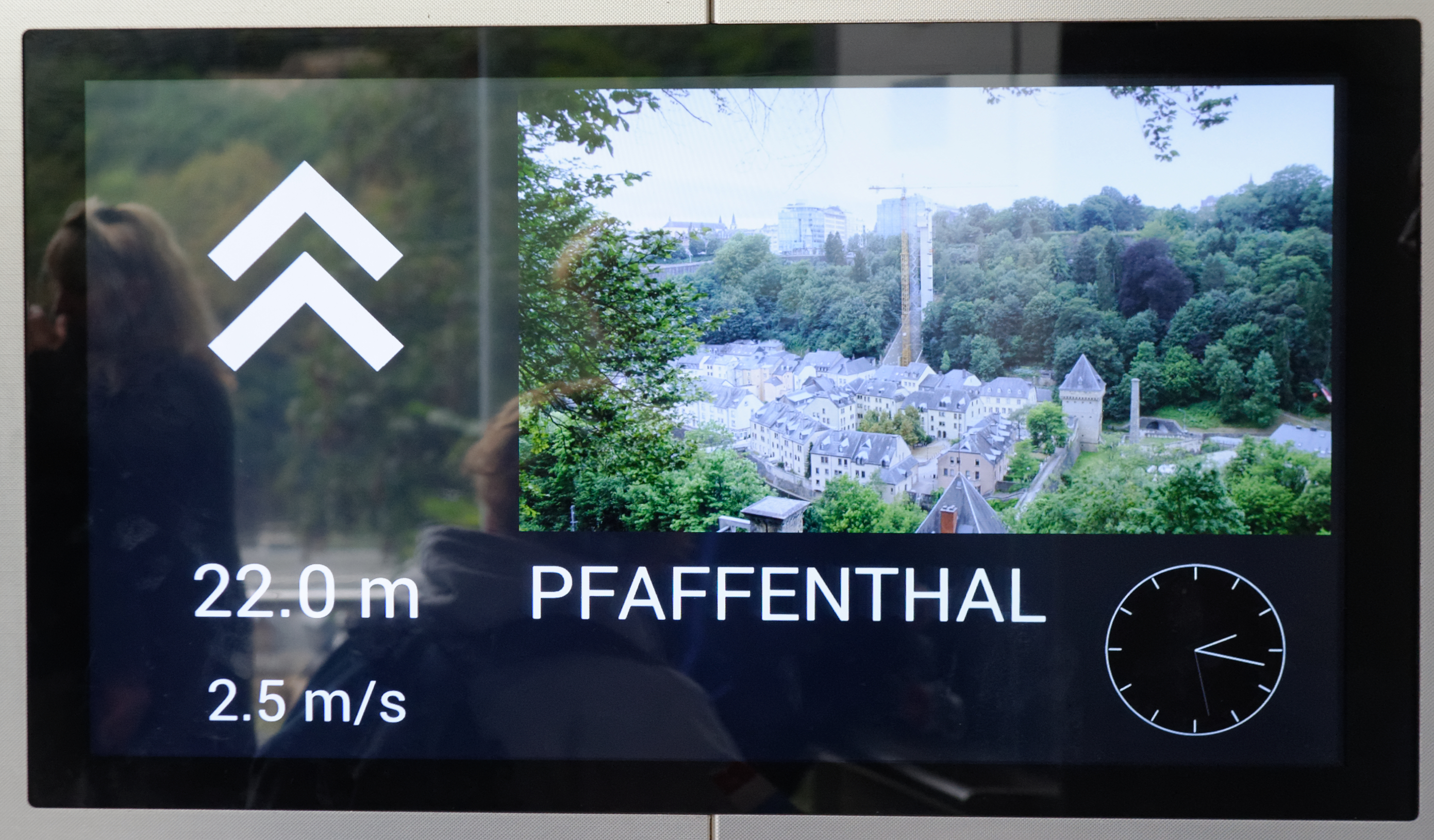
Écran d'information dans l'ascenseur.